# Джукун
Джукун — народ, проживающий на территории государств Нигерия и Камерун. Общая численность 270 тыс. человек.
Основной язык — джукун (два диалекта, джибу и корорфа), который относится к группе бенуэ-конго нигеро-кордофанской семьи. Письменность основана на латинском алфавите.

## Происхождение
Судя по легендам народа, народ джукун происходит с северо- востока Камеруна.

## Основные занятия
Основным видом деятельности народа является подсечно-огневое земледелие. Скотоводство развито слабо, из-за заражённости района мухой цеце.
Основа кухни — растительная пища.

## Социальная организация
Основным видом социальной организации были и остаются большесемейные общины.
Брак в основе патрилокальный, счёт рода патрилинейный.

## Религия
Основные верования — культ предков, культ сил природы, колдовство и магия..